# Route nationale 60 (France)
Pour les articles homonymes, voir Route nationale 60.
La route nationale 60 est une ancienne route nationale qui reliait Orléans à Nancy. Les routes départementales — RD 960, RD 60 dans la Haute-Marne, RD 960 dans la Meuse, la Meurthe-et-Moselle et l'Aube, D 660 dans l'Aube à l'ouest de Troyes et dans l'Yonne et D 2060 dans le Loiret — en reprennent le tracé.

## Histoire
Avant la réforme de 1972, la route nationale 60 joignait Châteauneuf-sur-Loire à Toul via Troyes.
Le décret du 5 décembre 2005 prévoit son déclassement intégral. L'ancien tracé dans la vallée de la Loire, qui appartenait auparavant à la RN 152, a été déclassé en RD 960. La RN 60 a été déclassée en RD 60 dans la Haute-Marne, en RD 960 dans la Meuse, en Meurthe-et-Moselle et dans l'Aube à l'est de Troyes. En 2006, elle a été déclassée en D 660 dans l'Aube à l'ouest de Troyes et dans l'Yonne et en D 2060 dans le Loiret.
D'Orléans à Châteauneuf-sur-Loire, une voie rapide a été créée, la Tangentielle d'Orléans.
Un contournement de Sens par le sud est ouvert en 2022, nommé D 1060. Il relie Subligny à la sortie est de Sens.

## D'Orléans à Montargis (D 2060)
- Orléans (km 0)
- Saint-Jean-de-Braye (km 8)
- Combleux (km 11)
- Chécy (km 13)
- Mardié (km 15)
- Saint-Denis-de-l'Hôtel (km 20)
- Châteauneuf-sur-Loire (km 29)
- Le Pont des Besniers, commune de Sury-aux-Bois (km 42)
- Quiers-sur-Bezonde (km 49)
- Ladon (km 57)
- Saint-Maurice-sur-Fessard (km 63)
- Villemandeur (km 69)
- Le Tourneau, commune de Pannes (km 70)
- Montargis (km 77)

## De Montargis à Sens (D 2060, D 660)
- Montargis (km 77)
- Amilly (km 78)
- La Chapelle-Saint-Sépulcre (km 87)
- La Maltournée, commune de Saint-Hilaire-les-Andrésis (km 100)
- Courtenay (km 103)
  - Échangeur de Courtenay vers l'A 6 et l'A 19
- Les Dornets, commune de Savigny-sur-Clairis (km 108)
- Subligny (km 121)
- Paron (km 126)
- Sens (km 129)

## De  Sens à Vulaines (D 660)
- Sens (km 129)
- Malay-le-Petit (km 137)
- Le Petit Villiers, commune de Villiers-Louis (km 139)
- Pont-sur-Vanne (km 142)
- La Grenouillère, commune de Chigy (km 145)
- Foissy-sur-Vanne (km 148)
- Molinons (km 151)
- Villeneuve-l'Archevêque (km 152)
- Bagneaux (km 155)
- Vulaines (km 157)

## De Vulaines à Troyes (D 660)
- Vulaines (km 157)
- Saint-Benoist-sur-Vanne (km 161)
- Cosdon (km 164)
- Villemaur-sur-Vanne (km 166)
- Estissac (km 173)
- Fontvannes (km 177)
- La Grange au Rez, commune de Montgueux (km 185)
- La Rivière-de-Corps (km 189)
- Sainte-Savine (km )
- Troyes (km 193)

## De Troyes à Soulaines-Dhuys (D 960)
- Troyes
- Pont-Sainte-Marie
- Creney-près-Troyes
- La Belle Épine, commune de Mesnil-Sellières
- Piney
- Lesmont
- Les Fontaines, commune de Précy-Saint-Martin
- Brienne-le-Château
- Chaumesnil
- Soulaines-Dhuys

## De Soulaines-Dhuys à Saudron (D 60)
- Soulaines-Dhuys
- Nully-Trémilly
- Blumeray
- Doulevant-le-Château
- Dommartin-le-Saint-Père
- Courcelles-sur-Blaise
- Dommartin-le-Franc
- Morancourt
- Nomécourt
- Joinville
- Thonnance-lès-Joinville
- Montreuil-sur-Thonnance
- Saudron

## De Saudron à Toul (D 960)
- Saudron
- Bonnet
- Houdelaincourt
- Delouze-Rosières
- Montigny-lès-Vaucouleurs
- Vaucouleurs
- Chalaines
- Saint-Martin
- Blénod-lès-Toul
- Toul

## Voie express
- : Orléans
- : Semoy, Saint-Jean-de-Braye
- D 2152 : Saint-Jean-de-Braye, Boigny-sur-Bionne, Pithiviers, Fontainebleau, Melun
- D 8 : Chécy, Neuville-aux-Bois
- Aire de service des Grillons (sens Orléans - Troyes) +  Aire de service des Breteaux - Relais de Mardié (sens Troyes - Orléans)
- D 921 : Fay-aux-Loges, Saint-Denis-de-l'Hôtel, Jargeau
- D 952 : Châteauneuf-sur-Loire, Vitry-aux-Loges, Combreux, Saint-Martin-d'Abbat, Saint-Benoît-sur-Loire, Sully-sur-Loire, Gien, Auxerre, Nevers
- Section à double sens sur 18 km :
  - Giratoire avec la RD 948 et la RD 114
- : Bellegarde, Lorris, Malesherbes, Nemours
- D 38 : Ladon, Pithiviers, Presnoy, Lorris
- : Saint-Maurice-sur-Fessard, Chevillon-sur-Huillard, Pithiviers
- Échangeur entre RD 2060 et A 77
- D 961 : Villemandeur, Lorris, Sully-sur-Loire, Montargis, Pannes, Chalette-sur-Loing
- D 42 : Villemandeur, Vimory
- Échangeur entre RD 2060 et RD 2007
- Tronc commun avec la RD 2007 :
  -  D 93 : Amilly, Châtillon-Coligny
- Échangeur entre RD 2060 et RD 2007
- D 943 : Amilly, Montargis
- : Amilly, Paucourt, Château-Renard, Auxerre
- : Montargis